# Kenton, Suffolk
Kenton är en by och en civil parish i Mid Suffolk i Suffolk i England. Orten har 165 invånare (2001). Den har en kyrka.